# Fontenay-le-Fleury
Fontenay-le-Fleury – miejscowość i gmina we Francji, w regionie Île-de-France, w departamencie Yvelines.
Według danych na rok 1990 gminę zamieszkiwało 13 196 osób, a gęstość zaludnienia wynosiła 2430 osób/km² (wśród 1287 gmin regionu Île-de-France Fontenay-le-Fleury plasuje się na 203. miejscu pod względem liczby ludności, natomiast pod względem powierzchni na miejscu 647.).